# Александрян, Карен Врамович
Карен Врамович Александрян (30 июня 1934 , Дилижан — 27 декабря 2004) — советский и армянский ученый, инженер, доктор технических наук (1972), профессор (1976), академик НАН (1996). Член-корреспондент НАН РА (1982).

## Биография
Карен Александрян родился в 1934 году в Дилижане. В 1956 году окончил Сельскохозяйственный институт Армении . В 1956—1957 годах работал инженером-механиком в НИИ электромеханики Министерства электротехнической промышленности СССР.
В 1962—1964 годах он был старшим научным сотрудником того же института, в 1964—1966 годах — ученым секретарем.
В 1964 году Александряну была присвоена степень кандидата технических наук. В 1964 году работал в командировке в Афганистане.
В 1965 году Александряну было присвоено звание старшего научного сотрудника. В 1972 году получил степень доктора технических наук.
В 1972 году его отправили в командировку в ГДР.
С 1966 по 1972 год — начальник мелиоративного отдела горного земледелия, с 1972 по 1977 год — директор предприятия «Айгюгмекинацум», с 1977 года — линейный директор того же предприятия.
В 1974 году избран членом пленума (полного собрания) Наирского райкома КПА, в 1975 г. — депутатом Наирского районного совета трудящихся.
В 1976 году ему присвоено звание профессора. В 1979 году был отправлен на Кубу, в Голландию, в 1980 году — в Индию.
В 1983—1990 годах — главный конструктор в НИИ занимавшемся проектировкой машин для обработки каменистых земель горного сельского хозяйства СССР.
Награжден орденами Трудового Красного Знамени и Дружбы народов.
В 1990—2002 годах — заместитель директора Торгово-промышленной палаты Армении.